# Rainer Mennicken
Rainer Mennicken (* 12. Juni 1950 in Bielefeld) ist ein deutscher Dramaturg, Autor, Regisseur und Theaterintendant.

## Leben
Rainer Mennicken wuchs in Dortmund auf. Nach fünf Studiensemestern der Germanistik, Philosophie und Theatergeschichte an der Ruhr-Universität Bochum sowie einigen Hospitationen und Assistenzen erhielt er 1974 ein erstes Engagement als Dramaturg am Theater Dortmund. Es folgten Stationen als Dramaturg, Regisseur und Festivalleiter in Paderborn, Mannheim, Tübingen, Freiburg, Kassel und Frankfurt. In Bonn organisierte er 1991 die von Manfred Beilharz konzipierte Bonner Biennale, ein Festival für neue Stücke aus Europa.
Ab 1993 war er Intendant des Stadttheaters Konstanz, wo er weitere Festivals und ein städtisches Kulturfest ins Leben rief. 2001 wurde er Generalintendant am Oldenburgischen Staatstheater. Von 2006 bis 2016 war er Intendant des Landestheaters Linz in Oberösterreich. Hier war er maßgeblich an den Gestaltungs- und Nutzungsfragen des 2013 eröffneten neuen Musiktheaters am Volksgarten beteiligt, gründete eine Musicalsparte und trat zunehmend als Opernregisseur in Erscheinung.
Von 2017 bis 2019 leitete er als Intendant und Geschäftsführer die Internationalen Gluck-Festspiele gGmbH.
Mennicken ist Mitglied des Bundesrepublikanischen Zentrums des Internationalen Theaterinstituts und der Deutschen Akademie der Darstellenden Künste. Er beteiligte sich an der Juryarbeit unter anderen beim Mülheimer Dramatikerpreis, dem Premio Stregagatto in Rom, den Bayerischen Theatertagen und der Competizione dell' Opera in Linz.

## Auszeichnungen
2006 wurde Rainer Mennicken mit der Universitätsmedaille der Carl-von-Ossietzky-Universität Oldenburg ausgezeichnet, ebenfalls 2006 mit dem Ehrenring der Oldenburgischen Landschaft, 2008 mit dem Humoresken Mostdipf-Preis der Oberösterreichischen Nachrichten. 2013 erhielt er die Kulturmedaille des Landes Oberösterreich für seine Verdienste um die Errichtung des Musiktheaters in Linz, 2016 das Goldene Verdienstzeichen des Landes Oberösterreich. Er ist Ehrenmitglied des Vereins Freunde des Linzer Musiktheaters und Träger des Großen Ehrenzeichens des Landesverbandes Amateurtheater Oberösterreich.

## Veröffentlichungen
- Alice im Spiegelland. Theaterstück (gemeinsam mit Carlos Trafic), Frankfurt 1980
- Starker Hans. Szenen einer deutschen Geschichte, Frankfurt 1984
- Der Kunstvermesser. Ein Portrait des Kritikers als alter Mann, Frankfurt 1986
- Peter Palitzsch. Monographie in der Reihe Regie im Theater, Frankfurt 1993, ISBN 3-596-11114-5
- Tanzpalast. Theater-Treatment nach einem Film des Theatre du Campagnol (gemeinsam mit Nada Kokotović und Barbara Noth), München 2000
- Theater für junges Publikum. Szene Österreich von Bregenz bis Wien (Hrsg. gemeinsam mit Stephan Rabl), Berlin 2008, ISBN 978-3-940737-20-5
- Pinocchio. Stück nach Carlo Collodi, Berlin 2009
- Spuren der Verirrten. Libretto für eine Oper von Philip Glass nach dem Stück von Peter Handke, New York 2013
- Am Volksgarten 1. - Musiktheater im Aufbruch (Hrsg. gemeinsam mit Thomas Königstorfer und Dennis Russell Davies), Salzburg 2013, ISBN 978-3-7025-0711-4
- Terra Nova oder Das weiße Leben. Libretto für eine Oper von Moritz Eggert, Wien 2016 (gemeinsam mit Franzobel)